# Ленінська Іскра
Ле́нінська І́скра (рос. Ленинская Искра) — селище у складі Котельницького району Кіровської області, Росія. Адміністративний центр Біртяєвського сільського поселення.
Населення становить 2057 осіб (2010, 2269 у 2002).
Національний склад станом на 2002 рік — росіяни 98 %.